# آن فرانسينا
آن فرانسينا (بالإنجليزية: Anne Francine)‏ هي مغنية وممثلة أمريكية، ولدت في 8 أغسطس 1917 في الولايات المتحدة، وتوفيت بنفس المكان في 3 ديسمبر 1999 بسبب سكتة.

## وصلات خارجية
- آن فرانسينا على موقع IMDb (الإنجليزية)
- آن فرانسينا على موقع قاعدة بيانات برودواي على الإنترنت (الإنجليزية)
- آن فرانسينا على موقع قاعدة بيانات برودواي على الإنترنت (الإنجليزية)
- آن فرانسينا على موقع إن إن دي بي (الإنجليزية)
- آن فرانسينا على موقع قاعدة بيانات الفيلم (الإنجليزية)